# 丹妮莉亚·托列舍娃
丹妮莉亚·托列舍娃（2006年7月18日—），又译作达涅利娅，哈萨克斯坦女歌手。2017年12月，获得第四季《乌克兰儿童好声音》总冠军；次年，代表哈萨克斯坦赴白俄罗斯明斯克参加「2018年歐洲青少年歌唱大賽」，凭借一首《Ózińe sen》夺得第六名。2019年，与歌手迪玛希共同代表自己的国家参加《The World's Best》；同年4月，作为波琳娜·加加林娜的帮唱嘉宾参加中国湖南卫视《歌手2019》总决赛。2020年，参加选秀节目《美国达人秀》。